# Artëm Jakovenko
Artëm Jur'evič Jakovenko (in russo Артём Юрьевич Яковенко?; Anapa, 2 agosto 1988) è un ex cestista russo.